# تونيا سوتاروبويلوي
تونيا سوتاروبويلوي (باليونانية: Τόνια Σωτηροπούλου)‏ هي عارضة وممثلة يونانية، ولدت في 28 أبريل 1987 بأثينا في اليونان.

## أعمال

### أفلام
- (2012) سكايفول
- (2014) هرقل[2][3][4]

## وصلات خارجية
- تونيا سوتاروبويلوي على موقع IMDb (الإنجليزية)
- تونيا سوتاروبويلوي على موقع ألو سيني (الفرنسية)
- تونيا سوتاروبويلوي على موقع أول موفي (الإنجليزية)
- تونيا سوتاروبويلوي على موقع قاعدة بيانات الفيلم (الإنجليزية)
- تونيا سوتاروبويلوي على موقع كينوبويسك (الروسية)